# Polyrhachis splendens
Polyrhachis splendens é uma espécie de formiga do gênero Polyrhachis, pertencente à subfamília Formicinae.